# 石生悬钩子
石生悬钩子（学名：Rubus saxatilis）为蔷薇科悬钩子属的植物。分布在俄罗斯、欧洲、亚洲北部、北美、蒙古以及中国大陆的吉林、黑龙江、河北、内蒙古、新疆、辽宁、山西等地，生长于海拔3,000米的地区，一般生长在针、生石砾地、灌丛以及阔叶混交林下，目前尚未由人工引种栽培。